# Smilium hypocrites
Smilium hypocrites is een rankpootkreeftensoort uit de familie van de Calanticidae. De wetenschappelijke naam van de soort is voor het eerst geldig gepubliceerd in 1924 door Barnard.